# Pont Chương Dương
Le pont Chương Dương (vietnamien : Cầu Chương Dương) est un pont sur le fleuve Rouge à Hanoï au Viêt Nam.

## Présentation
Le pont Chuong Duong est sur la route nationale 1A.
Il traverse le fleuve Rouge et relie le centre du district de Hoan Kiem au district de Long Bien.

## Illustrations

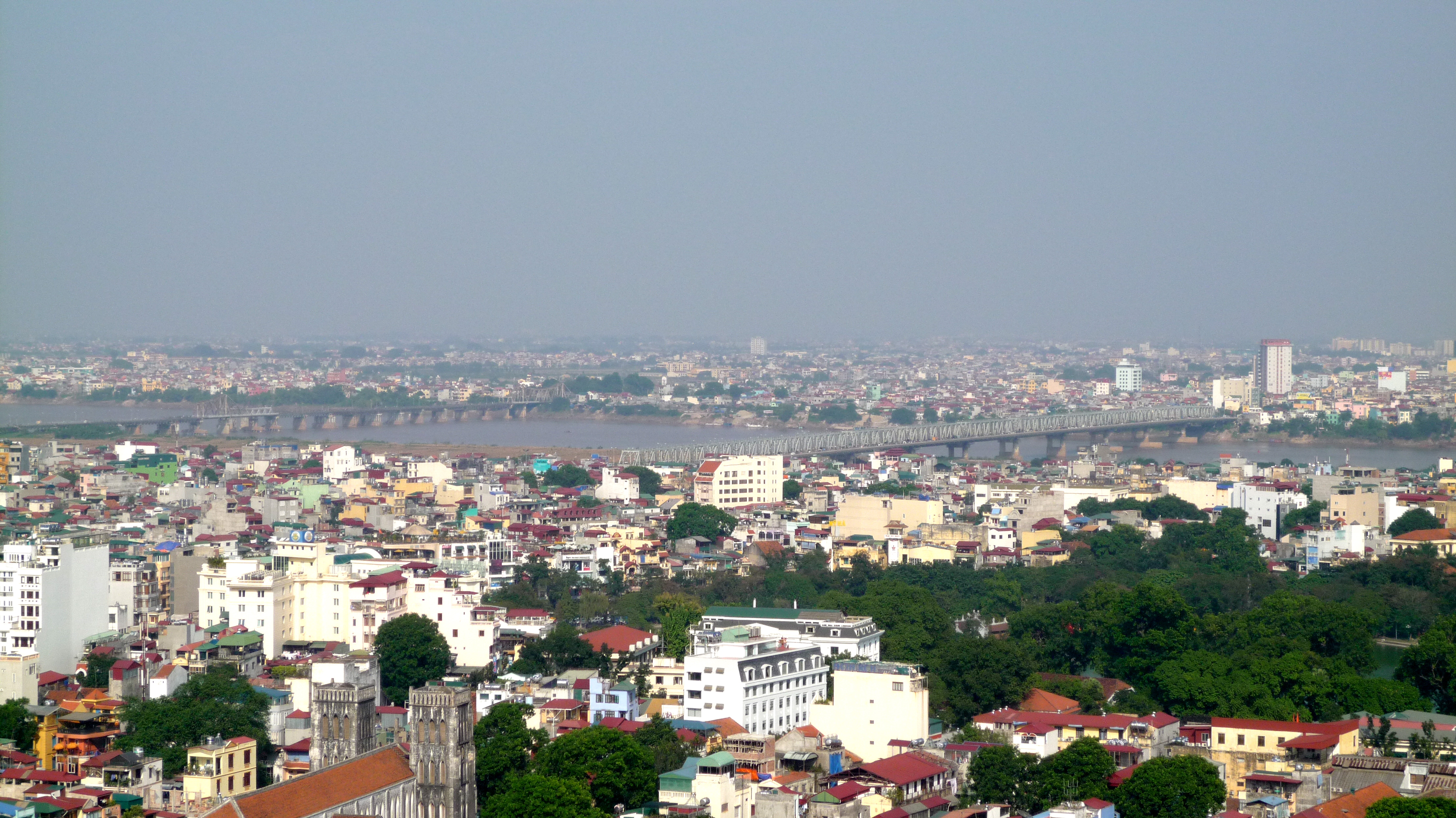
Vue d'Hanoi et du pont Chương Dương.
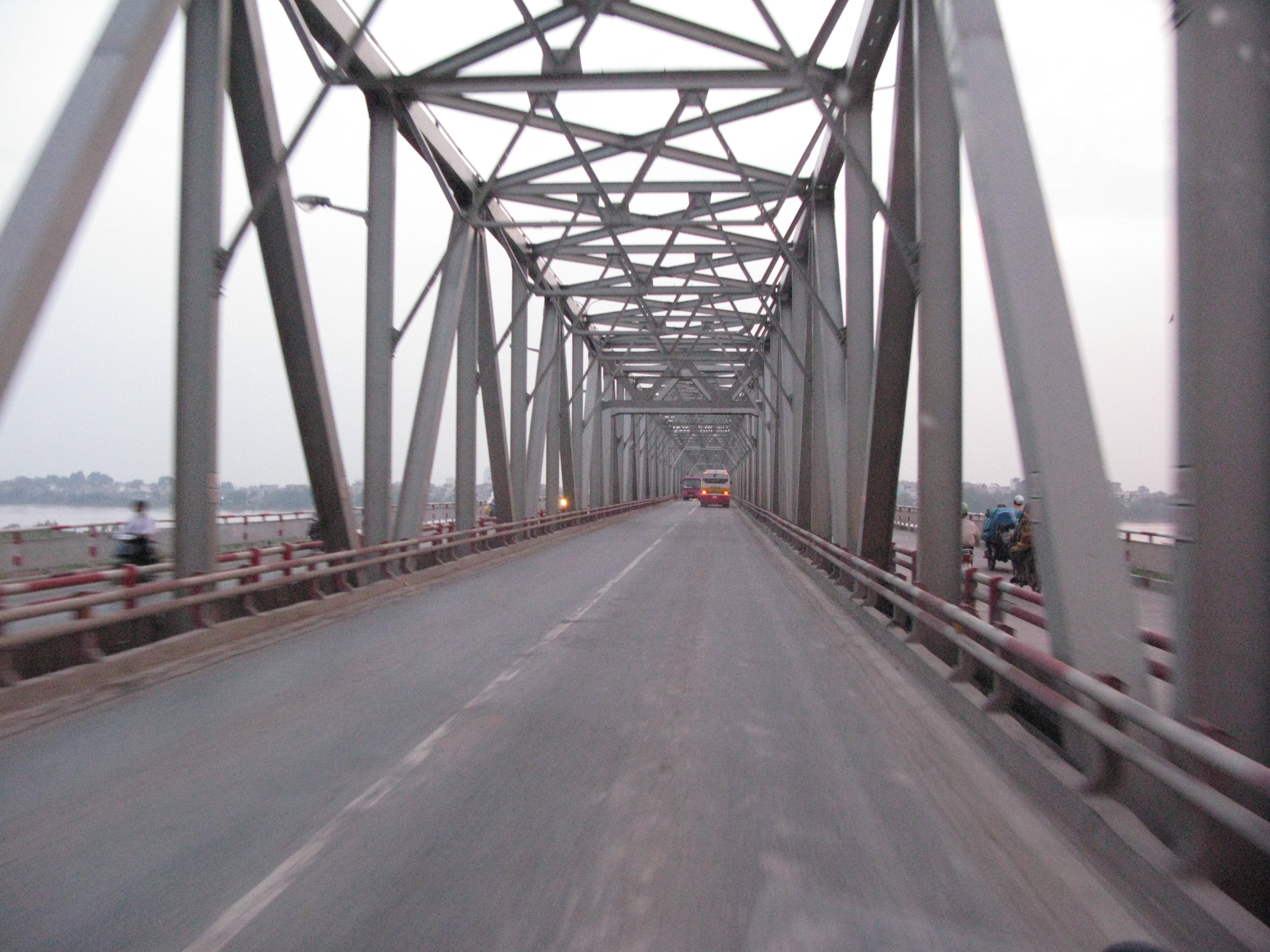
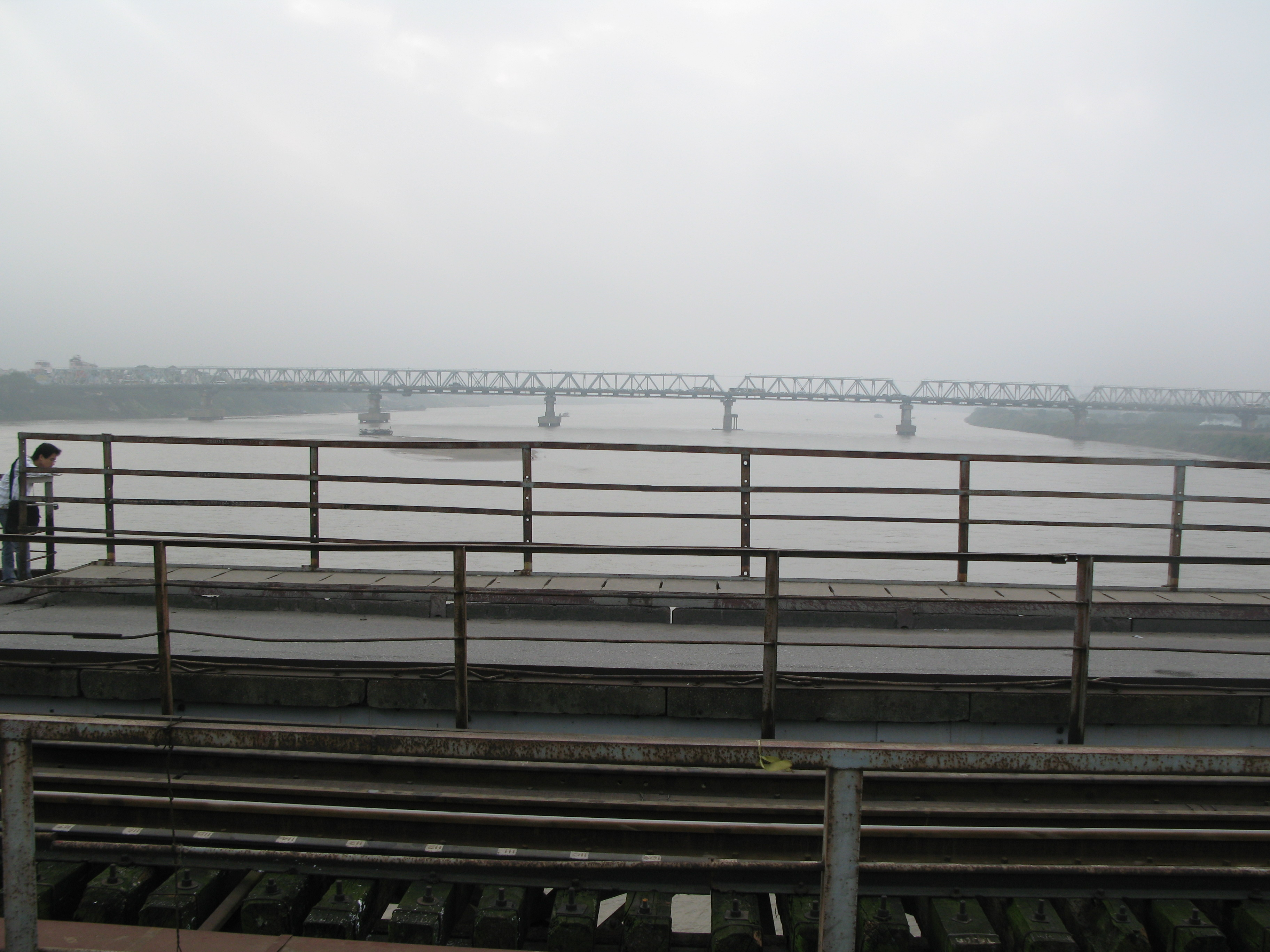
Le pont Chuong Duong vu du pont Long Biên.